# نانکین-ماچی
نانکین-ماچی (به ژاپنی: 南京町 Nankin-machi)، منطقه چینی‌های کوبه، محله ای در کوبه (شهر) است که در جنوب ایستگاه موتوماچی در مجاورت فروشگاه بزرگ دایمارو واقع شده است و یکی از جاذبه‌های گردشگری مهم است. این منطقه که به عنوان محله چینی‌های کوبه در نظر گرفته می‌شود، دارای بیش از صد رستوران چینی، فروشگاه و یک معبد چینی است که به گوان یو (関帝廟، Kanteibyō) اختصاص داده شده است.